# Hospital Israelita Albert Einstein
El Hospital Israelita Albert Einstein (HIAE) es un hospital privado ubicado en el distrito de Morumbi, en el lado sur de São Paulo. És considerado el mejor hospital de América Latina. En 2024 apareció entre los 30 mejores hospitales en el mundo de acuerdo con un ranking especializado. Aunque sea un hospital privado, la institución tiene su base en una fundación de beneficencia y también atiende a pacientes a través del sistema público de salud brasileño - SUS.

## Historia
Fue fundada por la comunidad judía de la ciudad de São Paulo el 4 de junio de 1955. Es una de las unidades de salud más reconocidas de Brasil por la calidad de la atención y por los equipos médicos y especialidades disponibles para tratar los principales tipos de patologías. Tiene un programa de asistencia social en la cercana favela de Paraisópolis.
Cuenta con más de 6.000 médicos registrados. En 1999, se convirtió en la primera institución de atención médica fuera de los Estados Unidos en ser reconocida por la Joint Commission International (el principal certificador mundial de servicios de salud). 
Es considerada una de las mejores instituciones médicas de Latinoamérica es un complejo de salud cuyo foco está en las áreas de la medicina de alta complejidad. Por ello, se ha convertido en un referente en la prevención, diagnóstico y tratamiento de enfermedades en las áreas de cardiología, oncología, ortopedia, neurología y cirugía.

## Reconocimientos
- En el «Ranking de Clínicas y Hospitales» de 2020 de la revista Forbes, el HIAE obtuvo el décimo-séptimo puesto mundial, y el primer puesto latinoamericano.[3]
- La revista AméricaEconomía calificó al HIAE como el mejor hospital en América Latina[1]
- En el ranking de los hospitales mejor equipados de Brasil 2020, el HIAE fue el que más equipos quirúrgicos tenía (276), más del doble que el siguiente.[4]
- Ha sido galardonado con el premio Planetree.[5]